# Liga Nacional de Baloncesto 2010
La temporada 2010 de la Liga Nacional de Baloncesto fue la quinta temporada de la historia de la competición dominicana de baloncesto, siendo la primera temporada con el nombre de Liga Nacional de Baloncesto. La temporada regular contó con sólo 36 partidos en general (9 cada equipo), esta comenzó el martes 17 de agosto de 2010 y finalizó el 21 de septiembre de 2010. Los playoffs iniciaron el 23 de septiembre de 2010 y terminaron el 15 de octubre de 2010, cuando los Cañeros de La Romana se proclamaron campeones nacionales al derrotar a los Tiburones de Puerto Plata 4 partidos a 1 en la serie final.

## Temporada regular
La temporada regular comenzó el martes 17 de agosto de 2010 con un partido inaugural. En el Palacio de los Deportes Virgilio Travieso Soto, los Leones de Santo Domingo se enfrentaron a los Titanes del Distrito Nacional. La temporada regular, finalizó el martes 21 de septiembre de 2010.

### Clasificaciones
| Circuito Norte | Circuito Norte                     | Circuito Norte | Circuito Norte | Circuito Norte | Circuito Norte | Circuito Norte | Circuito Norte | Circuito Norte | Circuito Norte |
| Pos.           | Equipo                             | PJ             | G              | P              | %              | PD             | Casa           | Fuera          | Pts            |
| -------------- | ---------------------------------- | -------------- | -------------- | -------------- | -------------- | -------------- | -------------- | -------------- | -------------- |
| 1              | Metros de Santiago                 | 9              | 6              | 3              | .667           | -              | 3-2            | 3-1            | 15             |
| 2              | Tiburones de Puerto Plata          | 9              | 6              | 3              | .667           | -              | 3-1            | 3-2            | 15             |
| 3              | Indios de San Francisco de Macorís | 9              | 4              | 5              | .444           | 2              | 2-3            | 2-2            | 13             |
| 4              | Reales de La Vega                  | 9              | 2              | 7              | .222           | 4              | 2-2            | 0-5            | 11             |

| Circuito Sureste | Circuito Sureste                | Circuito Sureste | Circuito Sureste | Circuito Sureste | Circuito Sureste | Circuito Sureste | Circuito Sureste | Circuito Sureste | Circuito Sureste |
| Pos.             | Equipo                          | PJ               | G                | P                | %                | PD               | Casa             | Fuera            | Pts              |
| ---------------- | ------------------------------- | ---------------- | ---------------- | ---------------- | ---------------- | ---------------- | ---------------- | ---------------- | ---------------- |
| 1                | Cañeros de La Romana            | 9                | 5                | 4                | .556             | -                | 3-2              | 2-2              | 14               |
| 2                | Cocolos de San Pedro de Macorís | 9                | 5                | 4                | .556             | -                | 3-1              | 2-3              | 14               |
| 3                | Titanes del Distrito Nacional   | 9                | 5                | 4                | .556             | -                | 2-2              | 3-2              | 14               |
| 4                | Leones de Santo Domingo         | 9                | 3                | 6                | .333             | 2                | 3-2              | 0-4              | 12               |

|  | Clasificados a los Playoffs |

### Estadísticas individuales

#### Puntos
| Pos. | Jugador               | Equipo                             | Partidos | Puntos | Promedio |
| ---- | --------------------- | ---------------------------------- | -------- | ------ | -------- |
| 1    | Tyron Thomas          | Indios de San Francisco de Macorís | 8        | 191    | 23.9     |
| 2    | Kelvin Peña           | Tiburones de Puerto Plata          | 8        | 177    | 22.1     |
| 3    | Maurice Carter        | Cañeros de La Romana               | 9        | 196    | 21.8     |
| 4    | Jack Michael Martínez | Cocolos de San Pedro de Macorís    | 8        | 154    | 19.3     |
| 5    | Luis Martínez         | Indios de San Francisco de Macorís | 9        | 159    | 17.7     |

#### Rebotes
| Pos. | Jugador               | Equipo                             | Partidos | Rebotes | Promedio |
| ---- | --------------------- | ---------------------------------- | -------- | ------- | -------- |
| 1    | Eddie Elisma          | Indios de San Francisco de Macorís | 9        | 113     | 12.6     |
| 2    | Jack Michael Martínez | Cocolos de San Pedro de Macorís    | 8        | 94      | 11.8     |
| 3    | Marlon Martínez       | Tiburones de Puerto Plata          | 8        | 82      | 10.3     |
| 4    | Edward Santana        | Cañeros de La Romana               | 9        | 85      | 9.4      |
| 5    | Juan Araujo           | Leones de Santo Domingo            | 9        | 72      | 8.0      |

#### Asistencias
| Pos. | Jugador        | Equipo                             | Partidos | Asistencias | Promedio |
| ---- | -------------- | ---------------------------------- | -------- | ----------- | -------- |
| 1    | Richard Ortega | Indios de San Francisco de Macorís | 9        | 41          | 4.6      |
| 2    | Maurice Carter | Cañeros de La Romana               | 9        | 40          | 4.4      |
| 3    | Joel Ramírez   | Metros de Santiago                 | 9        | 38          | 4.2      |
| 4    | Alberto Ozuna  | Cocolos de San Pedro de Macorís    | 9        | 38          | 4.2      |
| 5    | Carlos Morban  | Tiburones de Puerto Plata          | 9        | 34          | 3.8      |

#### Robos
| Pos. | Jugador        | Equipo                             | Partidos | Robos | Promedio |
| ---- | -------------- | ---------------------------------- | -------- | ----- | -------- |
| 1    | Juan Coronado  | Reales de La Vega                  | 8        | 19    | 2.4      |
| 2    | Manuel Fortuna | Leones de Santo Domingo            | 9        | 19    | 2.1      |
| 3    | Joel Ramírez   | Metros de Santiago                 | 9        | 19    | 2.1      |
| 4    | Carlos Morban  | Tiburones de Puerto Plata          | 9        | 19    | 2.1      |
| 5    | Tyron Thomas   | Indios de San Francisco de Macorís | 8        | 15    | 1.9      |

#### Tapones
| Pos. | Jugador            | Equipo                             | Partidos | Tapones | Promedio |
| ---- | ------------------ | ---------------------------------- | -------- | ------- | -------- |
| 1    | Eddie Elisma       | Indios de San Francisco de Macorís | 9        | 20      | 2.2      |
| 2    | Sandro Encarnación | Tiburones de Puerto Plata          | 9        | 16      | 1.8      |
| 3    | Mott Terquin       | Tiburones de Puerto Plata          | 7        | 11      | 1.6      |
| 4    | Marlon Martínez    | Tiburones de Puerto Plata          | 8        | 12      | 1.5      |
| 5    | Edward Santana     | Cañeros de La Romana               | 9        | 13      | 1.4      |

#### Porcentaje de tiros de campo
| Pos. | Jugador          | Equipo                             | Partidos | TCA | TCI | Porcentaje |
| ---- | ---------------- | ---------------------------------- | -------- | --- | --- | ---------- |
| 1    | Tyron Thomas     | Indios de San Francisco de Macorís | 8        | 72  | 126 | 57.14%     |
| 2    | Maurice Carter   | Cañeros de La Romana               | 9        | 66  | 120 | 55.00%     |
| 3    | Joel Ramírez     | Metros de Santiago                 | 9        | 44  | 83  | 53.01%     |
| 4    | Franklin Western | Titanes del Distrito Nacional      | 9        | 33  | 63  | 52.38%     |
| 5    | Kelvin Peña      | Tiburones de Puerto Plata          | 8        | 65  | 127 | 51.18%     |

#### Porcentaje de triples
| Pos. | Jugador           | Equipo                             | Partidos | 3PA | 3PI | Porcentaje |
| ---- | ----------------- | ---------------------------------- | -------- | --- | --- | ---------- |
| 1    | Giancarlos Acosta | Cocolos de San Pedro de Macorís    | 9        | 6   | 14  | 42.86%     |
| 2    | Franklin Matos    | Metros de Santiago                 | 9        | 14  | 33  | 42.42%     |
| 3    | Amaury Filión     | Metros de Santiago                 | 7        | 12  | 29  | 41.38%     |
| 4    | Maurice Carter    | Cañeros de La Romana               | 9        | 24  | 60  | 40.00%     |
| 5    | Richard Ortega    | Indios de San Francisco de Macorís | 9        | 20  | 50  | 40.00%     |

#### Porcentaje de tiros libres
| Pos. | Jugador        | Equipo               | Partidos | TLA | TLI | Porcentaje |
| ---- | -------------- | -------------------- | -------- | --- | --- | ---------- |
| 1    | Amaury Filión  | Metros de Santiago   | 7        | 23  | 27  | 85.19%     |
| 2    | Santo Martínez | Reales de La Vega    | 9        | 29  | 35  | 82.86%     |
| 3    | Edward Santana | Cañeros de La Romana | 9        | 23  | 28  | 82.14%     |
| 4    | Víctor Liz     | Metros de Santiago   | 9        | 30  | 37  | 81.08%     |
| 5    | Joel Ramírez   | Metros de Santiago   | 9        | 27  | 34  | 79.41%     |

### Premios
En esta temporada, las distinciones fueron elegidas por circuito.

#### Circuito Norte
- Jugador Más Valioso:[3][4]

-  Tyron Thomas, Indios de San Francisco de Macorís

- Jugador Defensivo del Año:[3][4]

-  Eddie Elisma, Indios de San Francisco de Macorís

- Novato del Año:[3][4]

-  Víctor Liz, Metros de Santiago

- Dirigente del Año:[3][4]

-  José García, Tiburones de Puerto Plata

- Equipo Todos Estrellas:[3][4]

-  Joel Ramírez, Metros de Santiago
-  Kelvin Peña, Tiburones de Puerto Plata
-  Tyron Thomas, Indios de San Francisco de Macorís
-  Marlon Martínez, Tiburones de Puerto Plata
-  Eddie Elisma, Indios de San Francisco de Macorís

#### Circuito Sureste
- Jugador Más Valioso:[3][4]

-  Maurice Carter, Cañeros de La Romana

- Jugador Defensivo del Año:[3][4]

-  Edward Santana, Cañeros de La Romana

- Novato del Año:[3][4]

-  Jean Carlos Acosta, Cocolos de San Pedro de Macorís

- Dirigente del Año:[3][4]

-  Carlos Medina, Cañeros de La Romana

- Equipo Todos Estrellas:[3][4]

-  Maurice Carter, Cañeros de La Romana
-  Manuel Fortuna, Leones de Santo Domingo
-  Jesse Pellot-Rosa, Titanes del Distrito Nacional
-  Edward Santana, Cañeros de La Romana
-  Jack Michael Martínez, Cocolos de San Pedro de Macorís

## Playoffs
|  | Primera ronda    | Primera ronda                      | Primera ronda        |                               |   | Finales de Circuitos | Finales de Circuitos | Finales de Circuitos |  |    | Serie Final               | Serie Final | Serie Final |  |
|  | Mejor de 3       | Mejor de 3                         | Mejor de 3           |                               |   | Mejor de 5           | Mejor de 5           | Mejor de 5           |  |    | Mejor de 7                | Mejor de 7  | Mejor de 7  |  |
|  |                  |                                    |                      |                               |   |                      |                      |                      |  |    |                           |             |             |  |
|  |                  |                                    |                      |                               |   |                      |                      |                      |  |    |                           |             |             |  |
|  |                  |                                    |                      |                               |   |                      |                      |                      |  |    |                           |             |             |  |
|  |                  |                                    |                      |                               |   |                      |                      |                      |  |    |                           |             |             |  |
|  |                  |                                    |                      |                               |   |                      |                      |                      |  |    |                           |             |             |  |
|  |                  | N1                                 | Metros de Santiago   | 2                             |   |                      |                      |                      |  |    |                           |             |             |  |
|  | Circuito Norte   | N1                                 | Metros de Santiago   | 2                             |   |                      |                      |                      |  |    |                           |             |             |  |
|  |                  |                                    | N2                   | Tiburones de Puerto Plata     | 3 |                      |                      |                      |  |    |                           |             |             |  |
|  | N2               | Tiburones de Puerto Plata          | N2                   | Tiburones de Puerto Plata     | 3 | 2                    |                      |                      |  |    |                           |             |             |  |
|  | N2               | Tiburones de Puerto Plata          |                      |                               |   |                      |                      |                      |  |    |                           |             |             |  |
|  | N3               | Indios de San Francisco de Macorís | 1                    |                               |   |                      |                      |                      |  |    |                           |             |             |  |
|  | N3               | Indios de San Francisco de Macorís | 1                    |                               |   |                      |                      |                      |  | N2 | Tiburones de Puerto Plata | 1           |             |  |
|  |                  |                                    |                      |                               |   |                      |                      |                      |  | N2 | Tiburones de Puerto Plata | 1           |             |  |
|  |                  |                                    | S1                   | Cañeros de La Romana          | 4 |                      |                      |                      |  |    |                           |             |             |  |
|  |                  |                                    | S1                   | Cañeros de La Romana          | 4 |                      |                      |                      |  |    |                           |             |             |  |
|  |                  |                                    |                      |                               |   |                      |                      |                      |  |    |                           |             |             |  |
|  |                  |                                    |                      |                               |   |                      |                      |                      |  |    |                           |             |             |  |
|  |                  | S1                                 | Cañeros de La Romana | 3                             |   |                      |                      |                      |  |    |                           |             |             |  |
|  | Circuito Sureste | S1                                 | Cañeros de La Romana | 3                             |   |                      |                      |                      |  |    |                           |             |             |  |
|  |                  |                                    | S3                   | Titanes del Distrito Nacional | 1 |                      |                      |                      |  |    |                           |             |             |  |
|  | S2               | Cocolos de San Pedro de Macorís    | S3                   | Titanes del Distrito Nacional | 1 | 0                    |                      |                      |  |    |                           |             |             |  |
|  | S2               | Cocolos de San Pedro de Macorís    |                      |                               |   |                      |                      |                      |  |    |                           |             |             |  |
|  | S3               | Titanes del Distrito Nacional      | 2                    |                               |   |                      |                      |                      |  |    |                           |             |             |  |
|  | S3               | Titanes del Distrito Nacional      | 2                    |                               |   |                      |                      |                      |  |    |                           |             |             |  |
|  |                  |                                    |                      |                               |   |                      |                      |                      |  |    |                           |             |             |  |

- N = Circuito Norte
- S = Circuito Sureste

### Campeón
| Campeón de la Liga Nacional de Baloncesto 2010 |
| ---------------------------------------------- |
| Cañeros de La Romana Primer título             |

| Jugador Más Valioso de la Serie Final |
| ------------------------------------- |
| Edward Santana, Cañeros de La Romana  |